# DO MY BEST (中澤裕子の曲)
「DO MY BEST」（ドゥー マイ ベスト）は、中澤裕子の10枚目のシングル。2004年5月26日発売。

## 概要
- 2004年4月から6月までTBSで放送された、中澤初主演となる昼ドラマ「愛の劇場」シリーズ『ほーむめーかー』の主題歌。

## 収録曲
全作詞・作曲：つんく
1. DO MY BEST
編曲：鈴木俊介
2. きっと どこかに赤い糸
編曲：高橋諭一
3. DO MY BEST (Instrumental)

## 参加ミュージシャン
DO MY BEST
- プログラミング&ギター：鈴木俊介
- ドラム：佐野康夫
- ベース：小松秀行
- ピアノ：中西康晴
- ハモンドオルガン：河合代介
- パーカッション：GENTA
- コーラス：稲葉貴子・つんく

きっと どこかに赤い糸
- プログラミング&ギター&コーラス：高橋諭一
- ドラム：まこと